# ريم جعفر
ريم جعفر (مواليد 1983) كاتبة وباحثة وطبيبة صحة عامة سودانية. نُشرت كتاباتها الخيالية والواقعية في المجلات والمطبوعات المتعلقة بالصحة. في عام 2023، حصلت على جائزة الجزيرة للرواية الأولى من إفريقيا عن مخطوطة روايتها فم مملوء بالملح. وفي عام 2024 اختيرت روايتها كأحد أبرز 100 كتاب أفريقي.

## الحياة العامة والمهنية
نشأت جعفر بين نيوزيلندا وسلطنة عُمَان. وحصلت على درجة البكالوريوس في الطب والجراحة عام 2007 من جامعة جوبا في جنوب السودان آنذاك. بدأت عملها في قسم علم النفس السريري، ثم اتجهت نحو الصحة العامة عام 2012 وعملت بصفة طبيبة مقيمة باختصاص طب المجتمع في مجلس التخصصات الطبية السوداني. حصلت عام 2014 على درجة الماجستير في الصحة العامة من جامعة ليفربول بالمملكة المتحدة.
انضمت جعفر إلى كلية محمد بن راشد للإدارة الحكومية في دبي، الإمارات العربية المتحدة بصفتها باحثةً وطبيبةً في مجال الصحة العامة، ثمَّ ترقت عام 2022 إلى مساعد باحث دراسات عليا في كلية العلوم الصحية بجامعة أونتاريو للتكنولوجيا في كندا.
عملت في عدة منظمات بصفة استشارية، بما في ذلك المكتب القطْرِي لمنظمة الصحة العالمية في الخرطوم، والحكومة الانتقالية ووزارة الصحة الفيدرالية في السودان، وكلية لندن للصحة وطب المناطق الحارَّة، بالإضافة إلى حملات التواصل الصحي في منطقة الشرق الأوسط وشمال إفريقيا. بالإضافة إلى ذلك، نشرت جعفر دراسات تتعلق بمرض فيروس كورونا 2019 وسياسة الصحة العقلية والمخاطر الصحية للأطفال في السودان والإمارات العربية المتحدة. وفي مقال نشرته قناة الجزيرة عام 2014، نقلت عنها تجربتها النقدية للغاية في قطاع الصحة العامة في السودان.
أضيف اسم ريم حعفر إلى القائمة المختصرة لمنحة الكتابة من مؤسسة مايلز مورلاند في عام 2020. وفي عام 2023، فازت بجائزة الجزيرة للرواية الأولى من إفريقيا عن مخطوطة روايتها "فم مملوء بالملح".
اختيرت روايتها “فم مملوء بالملح” كأحد أبرز 100 كتاب أفريقي لعام 2024، وهو إنجاز جديد يضاف إلى رصيد ريم.ويشير عنوان الكتاب إلى مثل سوداني يستحضر "الطعم الذي بقي في الفم بعد خسارة موجعة". وهي أول روائية من السودان تتميز بهذه الجائزة. قدمت دار النشر دار كتب هولاند (بالإنجليزية: Holland House Books)‏ وصفًا موجزًا لهذه القصة التي نشرتها دار الساقي للكتب عام 2024:

## الدعوة إلى مساهمة المرأة في المجتمع
دافعت جعفر عن حقوق المرأة وصحتها وعن المجتمع المدني عموماً، أوضحت ريم جعفر والصحفية السودانية أمنية شوكت في مقالها لعام 2019 بعنوان المرأة السودانية في قلب الثورة، الأسباب والإجراءات والدور الحيوي للمرأة السودانية قبل وأثناء الثورة السودانية 2018/19. أحد الجوانب المهمة في تحليلهن هو الدور الذي قدمته منصات وسائل التواصل الاجتماعي للتعبئة الثورية، حيث فشلت وسائل الإعلام التقليدية. نُشرت كتاباتها الخيالية والواقعية في مجلات من بينها African Arguments، وAfrican Feminism، ومجلة Teakisi، وAndariya، و500 Words Magazine، وInternational Health Policies، وHealth Systems Global.

## منشورات مختارة
- فم مملوء بالملح. 2024. لندن: كتب الساقي، (ردمك 9780863567728).

قصص قصيرة
- نور الصحراء. ماجد، جميلة، وآخرون. (محرران). 2014، أعرف سودانيَين: مختارات من الكتابة الإبداعية من السودان وجنوب السودان (ردمك 9780993110801)
- البحث عن ديكارت. نانا إكوا برو هاموند (محرر). 2023، العلاقات: مختارات من الأصوات الإفريقية والمغتربين. نيويورك: هاربرفيا، بصمة دار نشر هاربر كولينز. (ردمك 9780063089044)

المواضيع والمقالات الصحفية
- البحث الذي لا ينتهي أبدًا عن المنزل (بالإنجليزية: The Never Ending Search For Home)‏. 2016.[15]
- 30 امرأة سودانية يجب أن تعرفها (بالإنجليزية: 30 Sudanese Women You Should Know)‏. 2016.[16]
- حقيبة: سد الفجوات الموسيقية بين الأجيال (بالإنجليزية: Briefcase: Bridging Musical Generational Gaps)‏. 2017.[17]
- ختان الإناث، وقيادة المرأة، ومتلازمة ستوكهولم للمجتمعات القمعية (بالإنجليزية: FGM, Women Driving, And The Stockholm Syndrome Of Oppressive Societies)‏. 2017.[18]
- ثورات السودان (بالإنجليزية: Sudan Revolts)‏. 2018.[19]
- المرأة السودانية في قلب الثورة (بالإنجليزية: Sudanese Women at the Heart of the Revolution)‏. 2019.[20]
- الاستجابة لمرض فيروس كورونا 2019 في السودان: الوباء مقابل السياسة (بالإنجليزية: Covid-19 Response in Sudan: The Pandemic vs. the Politics)‏. 2022.[6]

## روابط خارجية
- الحياة من منظور ريم ، مدونة ريم جعفر الشخصية
- مقابلة مع ريم جعفر في مجلة 500 كلمة
- مقابلة مع ريم جعفر حول كتاباتها والحرب المنسية في السودان